# Hans Dieter Zimmermann
Hans Dieter Zimmermann (* 29. Juli 1940 in Bad Kreuznach) ist ein deutscher Literaturwissenschaftler und Publizist. Er war zuletzt Professor am Institut für Literaturwissenschaft der Technischen Universität Berlin. 2008 wurde er emeritiert.

## Leben
Zimmermann machte 1959 Abitur am Stefan-George-Gymnasium in Bingen am Rhein. Er studierte Germanistik, Geschichte und Philosophie an der Universität Mainz und 1961 zwei Semester an der Freien Universität Berlin. Von 1962 bis 1964 war er Chefredakteur der Mainzer Studentenzeitung nobis. 1965 war er Feuilletonredakteur beim Spandauer Volksblatt in Berlin. Danach promovierte er an der Technischen Universität Berlin (TU Berlin) bei Walter Höllerer mit einer Arbeit zur politischen Rhetorik. Von 1968 bis 1975 war er Sekretär der Abteilung Literatur der Akademie der Künste (Berlin-Hansaviertel) und arbeitete außerdem gleichzeitig 1969 ein Jahr als Redakteur beim Südwestfunk in Baden-Baden. Von 1971 bis 1974 war er Lehrbeauftragter am Lehrstuhl von Hans Mayer an der Universität Hannover, wo er sich auch habilitierte.
Von Sommer 1970 bis Ende 1973 unterstützte er im Auftrag der Akademie der Künste tschechische Dissidenten um den Schriftsteller Pavel Kohout. Ende 1973 wurde er deshalb in Prag festgenommen und abgeschoben. Als Folge hatte er elf Jahre lang Einreiseverbot. Anfang 1976 heiratete er die Pragerin Helena Becková. Sie haben vier Kinder.
1975 erhielt Zimmermann einen Ruf auf eine Professur für Neuere Deutsche Literatur an der Goethe-Universität Frankfurt a. M., wo er zusammen mit Siegfried Unseld und Helmut Brackert die Poetik-Dozentur wieder einrichtete. Er war Mitglied der Poetik-Kommission und Mitglied der Jury des Alfred-Döblin-Preises unter dem Vorsitz von Hans Werner Richter. 1987 erhielt er einen Ruf auf eine Professur am Institut für Literaturwissenschaft der TU Berlin.
Zimmermann lebt in Berlin.

## Wirken
Zimmermann war zunächst als Publizist tätig und auch späterhin hat er neben seiner wissenschaftlichen Arbeit Artikel in den Medien veröffentlicht. Seine Dissertation über die politische Rede und seine Projekte in der Akademie der Künste befassten sich mit literarischen Gebrauchsformen. Er organisierte eine Ausstellung über Comic Strips, eine Veranstaltungsreihe über Bänkelsang und Song und fasste seine Forschungen über Trivialliteratur 1979 in seiner Publikation Trivialliteratur? Schema-Literatur! zusammen. Dass Literatur in einem sozialen Feld verortet ist und welchen Nutzen sie bringt, für Autor und Leser, das hat er in einer viel beachteten Schrift Vom Nutzen der Literatur in der Edition Suhrkamp festgehalten. Die Untersuchung der Verantwortung der Schriftsteller im öffentlichen Diskurs trieb er voran, wobei er feststellte, wie oft Autoren den Ideologien des 20. Jahrhunderts anhingen.
Zugleich beschäftigte ihn die klassische Moderne, vor allem Franz Kafka und sein Umfeld. Aus diesem Grund nahm er eine Analyse des Werkes von Franz Kafka und des Werkes des von diesem geschätzten Schweizer Autors Robert Walser vor. Dem von Kafka verehrten Heinrich von Kleist widmete er eine Biographie. Kafka stand im Zentrum jahrelanger Beschäftigung, ebenso die anderen Prager deutschsprachigen Autoren wie Max Brod und Rainer Maria Rilke. Schließlich wandte sich Zimmermann auch den tschechischen Autoren zu, um dadurch die kulturelle Vielfalt Prags vor dem Zweiten Weltkrieg zu rekonstruieren. Vier Konferenzen zu Kafka und den Prager deutschsprachigen Autoren organisierte er, zuletzt 1992 im Prager Goethe-Institut. 1994 folgte eine Konferenz zu Rilke. Alle diese Konferenzen wurden veröffentlicht, auch eine mit polnischen Literaten und Literaturwissenschaftlern, die er im Auftrag der Guardini-Stiftung (Berlin) organisierte, in deren Präsidium er von 1988 bis 2008 saß. Seine Erkenntnisse zu Kafka fasste er in dem Band Kafka für Fortgeschrittene 2004 zusammen. Zum 100. Geburtstag von H. G. Adler führte er vom 20. bis 21. Oktober 2010 eine Konferenz im Prager Literatur Haus durch.
Zimmermanns Arbeit an der tschechischen Literatur dokumentiert die Tschechische Bibliothek, die in der Deutschen Verlags-Anstalt erschien, eine Initiative der Robert Bosch Stiftung, die er als geschäftsführender Herausgeber 1999 bis 2007 betreute. In 33 Bänden wurden den deutschen Lesern wichtige Autoren der tschechischen Literatur in deutscher Übersetzung bekannt gemacht. In der zwölfbändigen Reihe Die Deutschen und ihre Nachbarn, die Helmut Schmidt und Richard von Weizsäcker herausgaben, publizierte er einen Band, der in die Geschichte und die Kultur Tschechiens einführt. Zusammen mit Hans-Gerd Koch gibt er eine zwölfbändige Werkausgabe von Max Brod heraus, die zwischen 2013 und 2016 erschien. Zusammen mit Dalibor Dobiáš edierte er die Werke des tschechischen Schriftstellers und Diplomaten Jiří Gruša in zehn Bänden von 2014 bis 2018. Parallel zur deutschen Ausgabe erscheint eine tschechische.

## Mitgliedschaften
- Autorenkreis der Bundesrepublik[4]
- P.E.N.-Zentrum deutschsprachiger Autoren im Ausland[5]
- Vorsitzender der Hans-Werner-Richter-Stiftung Bansin[6]
- Mitglied der Hugo-Ball-Gesellschaft
- Mitglied des Vereins der Peter-Huchel-Gedenkstätte in Wilhelmshorst

## Ehrungen
- 2000: Orden des Tomáš Garrigue Masaryk durch Präsident Václav Havel[7]
- 2008: Tschechischer Literaturpreis Magnesia Litera[8]
- 2008: Ehrenmedaille des Außenministeriums der Tschechischen Republik[9]
- 2015: Kunstpreis zur deutsch-tschechischen Verständigung, Brünn[10]

## Schriften
- Die politische Rede. Der Sprachgebrauch Bonner Politiker. Kohlhammer, Stuttgart 1969 ff.
- Vom Nutzen der Literatur. Vorbereitende Bemerkungen zu einer Theorie der literarischen Kommunikation. Edition Suhrkamp 885, Frankfurt a. M. 1977, 2. Auflage 1979. (Übersetzt ins Türkische.)
- Trivialliteratur? Schema-Literatur! Urban Taschenbuch 299, Stuttgart 1979, ISBN 978-3-17-007848-2
- Der babylonische Dolmetscher. Zu Franz Kafka und Robert Walser. Edition Suhrkamp 1316, Frankfurt a. M. 1985
- Heinrich von Kleist, die Liebe und der Tod. Athenäum, Frankfurt a. M. 1989. (Rowohlt-Taschenbuch 12906, Reinbek 1991.)
- Der Wahnsinn des Jahrhunderts. Die Verantwortung der Schriftsteller in der Politik. Kohlhammer, Stuttgart 1992.
- Franz Kafka: der Proceß. Grundlagen und Gedanken zum Verständnis erzählender Literatur. Diesterweg, Frankfurt a. M. 1995
- Literaturbetrieb Ost/West. Die Spaltung der deutschen Literatur von 1948 bis 1998. Kohlhammer, Stuttgart 2000.
- Kafka für Fortgeschrittene. Beck, München 2004. (Übersetzt ins Tschechische und Hebräische.)
- Martin und Fritz Heidegger. Philosophie und Fastnacht. Beck, München 2005. (Übersetzt ins Spanische und Japanische.)
- Tschechien. In der Reihe Die Deutschen und ihre Nachbarn, zwölf Bände, herausgegeben von Helmut Schmidt und Richard von Weizsäcker. Verlag C. H. Beck, München 2009. (Übersetzt ins Tschechische.)
- Französische Hauptstadt, deutsche Provinz. Marcel Proust und der große Krieg. Bad Kreuznach und das Kaiserliche Hauptquartier. Rimbaud, Aachen 2014.
- Verwandlungen. Von Menschenopfern und Gottesopfern. Eos, St. Ottilien 2014.
- Theodor Fontane. Der Romancier Preußens. C. H. Beck, München 2019, ISBN 978-3-406-73437-3.
- Ein Rückblick auf 80 Jahre. Was ich der Gruppe 47 verdanke: Erinnerungen. Wieser Verlag, Klagenfurt 2021.

## Herausgeber
- Comic Strips. Geschichte, Struktur, Wirkung und Verbreitung der Bildergeschichte. Ausstellungskatalog der Akademie der Künste, Berlin 1969.
- Vom Geist der Superhelden. Comic Strips. Colloquium zur Theorie der Bildergeschichte. Schriftenreihe der Akademie der Künste Band 8, Berlin 1970.
- Lechzend nach Tyrannenblut. Ballade, Bänkelsang und Song. Schriftenreihe der Akademie der Künste Band 9. Berlin 1972.
- Welt aus Sprache. Auseinandersetzung mit Zeichen und Zeichensystemen der Gegenwart. Ausstellungskatalog der Akademie der Künste, Berlin 1972.
- Trivialliteratur. Hrsg. mit Annamaria Rucktäschel. UTB 637, Fink, München 1976.
- Rationalität und Mystik. Beiträge von Ernst Bloch, Martin Buber, Martin Heidegger u. a. Insel, Frankfurt a. M. 1981. (Als Insel-Taschenbuch 2555 unter dem Titel Geheimnisse der Schöpfung 1999)
- Welche Sprache ich lernte. Texte von und über Franz Tumler. Serie Piper 681. München 1986.
- Kafka und das Judentum. Hrsg. mit Stephane Moses und Karl Erich Grözinger. Athenäum, Frankfurt a. M. 1987. (Übersetzt ins Japanische)
- Immer dicht vor dem Sturze… Zum Werk Robert Walsers. Hrsg. mit Paolo Chiarini. Athenäum, Frankfurt a. M. 1987.
- Poetik. Essays zu den Frankfurter Poetikvorlesungen. Hrsg. mit Horst Dieter Schlosser. Athenäum, Frankfurt a. M. 1988.
- Berlin und der Prager Kreis. Hrsg. mit Margarita Pazi. Königshausen und Neumann, Würzburg 1990.
- Nach erneuter Lektüre: Kafkas „Der Proceß“. Königshausen und Neumann, Würzburg 1992.
- Kafka und Prag. Hrsg. mit Kurt Krolop. De Gruyter, Berlin 1994.
- Schrift Sinne. Exegese, Interpretation, Dekonstruktion. Hrsg. mit Paolo Chiarini. Guardini-Stiftung, Berlin 1994
- Rilke – ein europäischer Dichter aus Prag. Hrsg. mit Peter Demetz und Joachim W. Storck. Königshausen und Neumann, Würzburg 1998.
- Mythen und Stereotypen auf beiden Seiten der Oder. Guardini-Stiftung, Berlin 2000.
- Die Kreatur. Anthologie einer ökumenischen Zeitschrift. Guardini-Stiftung, Berlin 2003.
- Prag. Ein literarischer Reiseführer. Wissenschaftliche Buchgesellschaft, Darmstadt 2007, ISBN 978-3-534-19521-3.
- Die Folgen der Reformation. Zur Kritik der deutschen Intelligenz, von Hugo Ball. Wallstein, Göttingen 2005, ISBN 978-3-89244-777-1.